# レヴィアタンの恋人
『レヴィアタンの恋人』（レヴィアタンのこいびと、Leviathan Sweetheart）は、犬村小六が2007年からガガガ文庫（小学館）で開始し、2008年現在続刊刊行中の長編小説である。著者にはこれまでファミ通文庫でのゲームノベライズ作品があったものの、オリジナル作品としては本作がデビュー作になる。イラストは赤星健次。「とある飛空士への追憶」発売以降は飛空士シリーズの刊行が続いており、そのためか本シリーズの刊行は止まっている状態にある。

## 概要
2017年に発生した世界的なウイルス汚染により荒廃した日本を舞台にした物語。汚染から60年後の2077年、日本各地に割拠する共同体同士が特進種と呼ばれる能力者や生物変態（グリル）と呼ばれる変異生物を駆使した戦いを繰り広げる。『太平記』、『平家物語』などの軍記物語をモチーフにした剣や弓など伝統的な戦記の要素と氣・修験道・鬼道など幻想的な要素、ウイルスや遺伝子に関する生命科学の知見を取り入れた現代的な要素を織り交ぜた世界のなか調布や新宿など現実世界の土地で繰り広げられる戦いとそこに重なる人々の心の動きを描く。

## あらすじ
2077年春、二子玉川でタマは調布新町の護衛を務めるユーキと出会う。二子橋での対決ののち、ユーキはタマを破り自らの手下とする。同じ頃、姫路コロニーの鳥辺野ミゲル率いる鳥辺野大隊はユーキを狙って中央高速道路を東進し国道20号上で高尾修験を破り調布新町を侵略する。
同年夏、白河コロニーが調布新町と対立し白河と手を結んだ鬼道衆がユーキを襲う。調布新町は八王子など多摩川流域の各コロニーの援軍と「武蔵野共同戦線」を結成し甲州街道を東進する。新宿陸橋で白河軍と衝突し、死闘を繰り広げる。

## 登場人物
タマ
再生機構の発達した特進種の少年。久坂ユーキと出会ったときには名はなく、リオにタマと名付けられる。内蔵粘膜に痒みを知覚させるウイルス「Un scratchable」を注入され、Un scratchableを操作する呼び子を盾にユーキはタマを奴隷として扱う。鳥辺野大隊との戦闘後は調布新町の傭兵となる。
久坂 ユーキ（くさか ユーキ）
調布新町を護衛する17歳の少女。呼吸器系特進種。六甲山系にある久坂村に生まれ、5歳のとき美歌子に目の前で両親を殺されて拉致され鶴木山楼で天子候補生「澁澤カヲル」として過ごした。5年前、冬季演習での失態を機に姫路コロニーから脱走し調布新町に拾われた。
久坂 リオ（くさか リオ）
調布新町に住む12歳の少女。啓十の遠縁で、啓十からユーキに身柄を託されユーキと姉妹のように暮らす。発声器官の異常のため言葉が話せない。
一ノ谷 景子（いちのたに けいこ）
調布新町の生活課課長。27歳。
斎藤 準平（さいとう じゅんぺい）
調布新町を護衛する弓使いの筋繊維系特進種。28歳の優男。
真岡 牛丸（もうか うしまる）
調布新町を護衛する15歳の少年。万能型特進種だが人を殺せない優しい性格のため、鉄杖を武器に用いる。
羽染 静（はぞめ しずか）
調布新町を護衛する特進種。19歳の派遣くのいち。
関連性は不明だが、著者の作品『とある飛空士への恋歌』に「シズカ・ハゾメ」なる人物が登場する。自分を「野を越え山を越え時空も次元も飛び出して任地へ赴く、哀れな一介の派遣労働者」と称する。「恋歌」3巻では敵10数名を1人で倒すという圧倒的な格闘能力が披露された。
高比良 啓十（たかひら けいじゅう）
調布新町の町長。55歳。16歳から23歳まで神追で市政を学んだ。神追で澁澤竜之介や神追四将校1人・来栖征一郎と親交を結び、征一郎の妹・昌子と結婚した。父・高比良啓三の土地を受け継いで約20年前に町長に就任以来、周辺共同体との信頼関係を築く。
高比良 啓一郎（たかひら けいいちろう）
啓十の一人息子。27歳。世襲制の調布新町では次期町長になるはずだが、指導者の器でないと見なされている。
澁澤 竜之介（しぶさわ りゅうのすけ）
2017年時点で先端バイオインフォマティクス研究所に属する大学院生。優秀な生命情報工学の研究者でオリジナル・シンの汚染発生時に不老不死ウイルスを作成し、自らに投与して生き延びた。
矢田 真理（やだ まり）
2017年時点で先端バイオインフォマティクス研究所に属する大学院生で、竜之介の後輩。不老不死ウイルスを義弟のキリヒトに与え、「鉄橋で会う」と言い残して絶命した。
霧崎 キリヒト（きりさき キリヒト）
真理の義弟。2017年時点では地下の自室に引きこもる高校生。真理から不老不死ウイルスを与えられ、ウイルス汚染から生き延びた。のちに竜之介とともに神追を引き継ぎ、東京一円を支配した。その後キリヒトは竜之介と訣別し美歌子らとともに2047年10月に3000人の軍隊を率いて西方への大遠征「西征」を始めたが、加古川で美歌子に討たれた。
澁澤 美歌子（しぶさわ みかこ）
姫路コロニーの市長。不老不死の肉体を持つ見た目は15、6歳ほどの少女。神追軍の西征の中途、細胞壊死ウイルスを組み込んだ王剣・テラトマをキリヒトに突き立てて加古川に落とし神追の財を元に姫路コロニーを建てた。3人の優れた特進種の子供を養子にし、「天子候補生」として鶴木山楼で過酷な教育を受けさせた。
澁澤 タケル（しぶさわ タケル）
19歳の天子候補生。呼吸器系特進種。耕地と引き替えに美歌子に売られ両親に捨てられた過去の痛みを、美歌子への憎悪に変える。
澁澤 シュン（しぶさわ シュン）
18歳の天子候補生。優れた知力を持つ万能型特進種。
青砥 シン（あおと シン）
神追軍の四将校の1人。練氣使いの始祖と言われる。氣の操作に長け、自らの練氣を相手に同調させることで他人の練氣を奪う技を持つ。
鳥辺野 ミゲル（とりべの ミゲル）
姫路コロニー第三大隊「鳥辺野大隊」隊長。詭道（人を騙す業）を得意とする長身痩躯の若者。瀕死の練氣使いの氣を吸引することを好む。5年前の仕合以来澁澤カヲル（ユーキ）に執着する。
岩佐木 満男（いわさき みつお）
45歳の鳥辺野大隊兵曹長。元々は関東の出で、神追軍に町を壊滅させられたのちキリヒトに仕えた。筋繊維系特進種で、通常は肥満体だが戦闘時は筋骨隆々の武者に変化する。
百武 沙也加（ひゃくたけ さやか）
八王子コロニー市長・百武岩友の一人娘。調布新町と白河コロニーとの戦では八王子コロニー軍を伴い、鎖の鞭を武器に調布新町とともに戦う。
雨宮（あまみや）
沙也加付きの初老の執事。凄まじい攻撃力を持つ。
FOXP2（フォックスピーツー）
白人女性。通称はフォックスで本人もピーツーを付けて呼ばれるのを嫌う。日本各地を回って得た見聞を独話し肩に乗せたオウムのエブラハムに録音させ、父親のもとに飛ばして報告する。永久記憶能力を持つ。

## 共同体
調布新町
調布を支配する人口約1500人の共同体。啓三の耕地から発展した共同体で、町長は高比良家の世襲である。ユーキたち特進種を戦闘力として擁し、新宿の資源を独占する。戦時は競輪スタジアム（京王閣競輪場）を城塞として利用する。毎年7月7日に多摩川河川敷で「星夕祭」を開催し、他の共同体からも来客があるほどの名物となっている。
神追
元は秋葉原近辺のジャンク街。2024年に支配者・太田原清顕が失脚し、キリヒトと竜之介が引き継いだ。神追軍はレヴィアタンをあしらった軍旗を掲げた。キリヒトが加古川に捨てられたのち神追軍は解体された。
姫路コロニー
神追軍の収集した財宝を使い現市長の美歌子ら四将校が姫路に建てた、人口5万とも10万とも言われる日本で最大規模の共同体。市旗には紗綾型の市章を、軍旗にはベヘモスをあしらう。軍が閑散となる冬季は軍事演習を催し、武力を顕示する。
高尾修験
大先達・吉荒庄三が率いる、高尾山に生き残る修験者の集団。不動金縛の技を使う制吒迦童子・矜羯羅童子を操る。
鬼道春之門
春之門バルトが率いる鬼道衆。鬼道四門の1つに数えられる。鬼道衆は1000年以上前の宗教的な差別により山岳地帯に追い出された人々の集団。鬼道と呼ばれる呪術を操り、機械と呪術を融合した傀儡と人をまやかす香りを使った幻戯を用いる。
白河コロニー
白河を中心に隅田川沿いを支配する共同体。約1万人の市民を有する。選挙制を導入しており、6年前の選挙で就任した阿久沢一松が市長を務める。流民を農奴として受け入れる政策で開拓地を拡大したが1年前からバケモノが蔓延したことにより状況が悪化したため、調布新町への侵略を企む。
八王子コロニー
八王子にある人口9000人の共同体。多摩川水系では最大規模を誇る。市長は百武岩友。多摩川の利権を巡り調布新町とは対立してきたが、啓十の努力で以前よりも関係は改善されている。

## 用語
オリジナル・シン
豚インフルエンザの外殻にHIVとエボラウイルスのRNAを注入された人造ウイルス。人獣関係なく空気感染し、感染した生物は免疫力を低下させられたのちエボラ出血熱を発症して死に至る。2017年、世界各国に出現した鞄を背負ったハトにより撒かれ世界的なウイルス汚染を引き起こした。原罪を意味するウイルスの名はWHOのデータベースにあったもので、命名者は不明。
生き残った1パーセントの人間は、DNA依存性RNAポリメラーゼを失った突然変異の発生率の高い生殖細胞を有していた。生殖細胞を汚された鳥獣は「バケモノ」と呼ばれる攻撃的な生物に変じた。
不老不死ウイルス
竜之介が細胞シミュレーションシステムOmega-Cellを使い、HIVウイルス殻に麻疹ウイルスのRNAを注入して造ったウイルス。感染した人間はアポトーシス欠損とテロメラーゼ活性により不老不死になる。セックスで感染する。ウイルスは2人分生成され竜之介が片方を飲み、もう片方を持ち帰った真理がキリヒトに与えた。
特進種
変異遺伝子により進化学的変化を遂げた人間。呼吸器系または筋繊維系に特化して発達している一点集中型と、各器官が平均して発達している万能型がある。大規模共同体では特進種の人工培養を狙ってES細胞を使った有性生殖技術開発を進めているが実現の見込みは少ない。
練氣
練氣使いの人間が吸気を元にして上氣海で練り上げたエネルギー。下氣海（丹田）に溜め込み建築物をも破壊する氣弾、跳躍のための踏み台、怪我の治療などに利用される。口腔を介して他人との間で受け渡される。修験道では「験力」、鬼道では「厭力」と呼ばれる。
生物変態（グリル）
遺伝子操作により造られた異形の生物。鎌鳥と呼ばれる駝鳥とカマキリを組み合わせた生物や、騎狼と呼ばれる馬と狼を組み合わせた生物などがある。
王剣テラトマ
竜之介が開発した、細胞の再生能力を攻撃力へ転化させる剣。柄を握ると8本の銀針が飛び出し握る者の手首に突き刺さり腕の中に侵入し、細胞を餌に刀身が成長するとともに炎を纏う。かつてキリヒトが持っていたが、30年前にキリヒトが討たれたときに美歌子の手に渡った。

## 既刊一覧
1. レヴィアタンの恋人 2007年6月19日発売 ISBN 978-4-09-451014-0
2. レヴィアタンの恋人II 2007年11月16日発売 ISBN 978-4-09-451040-9
3. レヴィアタンの恋人III 2008年1月18日発売 ISBN 978-4-09-451046-1
4. レヴィアタンの恋人IV 2008年9月18日発売 ISBN 978-4-09-451093-5